# Stèle de l'amitié sino-soviétique
La stèle de l'amitié sino-soviétique (中苏友谊纪念塔) est un monument érigé entre le 23 février 1955 et le 14 février 1957 sur le côté sud de la place Staline (appelée place du peuple depuis 1993) à Lüshun (Port-Arthur) dans le nord-est de la Chine. Il commémore la victoire de l'armée rouge sur l'empire du Japon en 1945 lors de l'invasion de la Mandchourie, et les victimes soviétiques. C'est une colonne en marbre et en granit haute de 22,2 mètres portant un texte de Zhou Enlai.
Les représentations suivantes se trouvent sur quatre bas-reliefs :
- Tian'anmen et le Kremlin sur le côté sud
- Le haut fourneau des aciéries d'Anshan sur le côté es
- La ferme de l'amitié sino-soviétique sur le côté ouest
- La colonne de la victoire dans le port de Lüshun sur le côté nord

La stèle a été classée dès 1961 dans la liste des monuments historiques de Chine (1-32).

## Référence
- Cenotaph for the Friendship Between China and USSR, ChinaCulture.org

- (de) Cet article est partiellement ou en totalité issu de l’article de Wikipédia en allemand intitulé « Ehrensäule der chinesisch-sowjetischen Freundschaft » (voir la liste des auteurs).